# Union vélocipédique de France
L'Union vélocipédique de France est l'ancêtre de la Fédération française de cyclisme. Elle fut fondée le 6 février 1881 à Paris au café Le Marengo. Le premier président fut le Parisien Paul Devilliers. L'UVF se transforme en Fédération française de cyclisme le 20 décembre 1940.
Le jour même de la fondation de l'UVF par les délégués de dix clubs cyclistes, la décision est prise de créer un championnat de France sur 10 km. L'U.V.F organisait le Grand Prix de l'U. V. F. sur piste et les semaines ou fêtes fédérales.
Contrairement à l'Union des sociétés françaises de sports athlétiques (USFSA) qui n'admettait pas le professionnalisme en son sein, l'UVF admit d'emblée le statut professionnel pour les coureurs cyclistes français.
Au cours des années 30, l'UVF fait face à une fédération dissidente, née de tensions internes, la Fédération Cycliste Française.
En février 1942, l'U.V.F. prend la dénomination de Fédération française de cyclisme.

## Présidents successifs
- 1881 : Paul Devilliers
- 1890 : Georges Thomas (Agen)
- 1891 : G. Thofrir
- 1892 : Louis d'Iriart d'Etchepare, député-maire de Pau
- 1896 : H. Pagis
- 1900-1903 : Alfred Riguelle[3].
- 1903 : Louis d'Iriart d'Etchepare, député-maire de Pau
- 1907 : Charles Humbert
- 1911-1940 : Léon Breton, président de l'U.C.I. (1922–1936)
- 1940 : Achille Legros[4]
- 1941 : Louis Zwahlen[5]

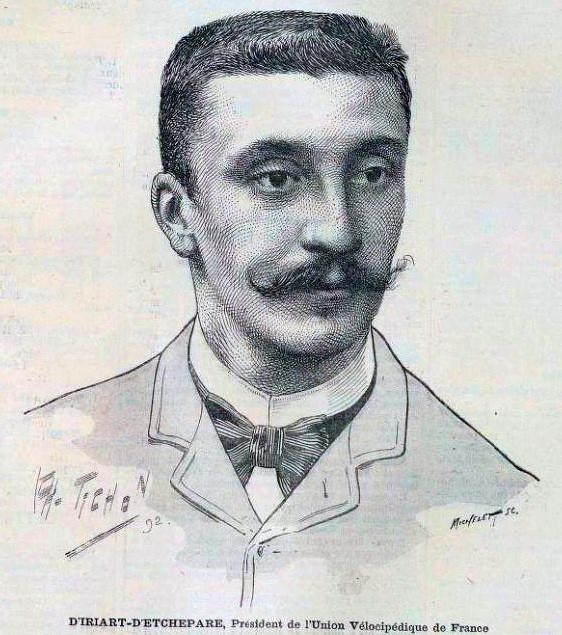
Louis d'Iriart d'Etchepare
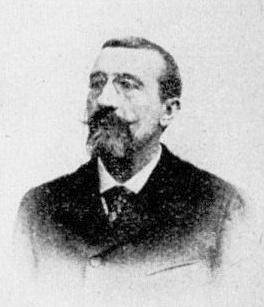
H. Pagis
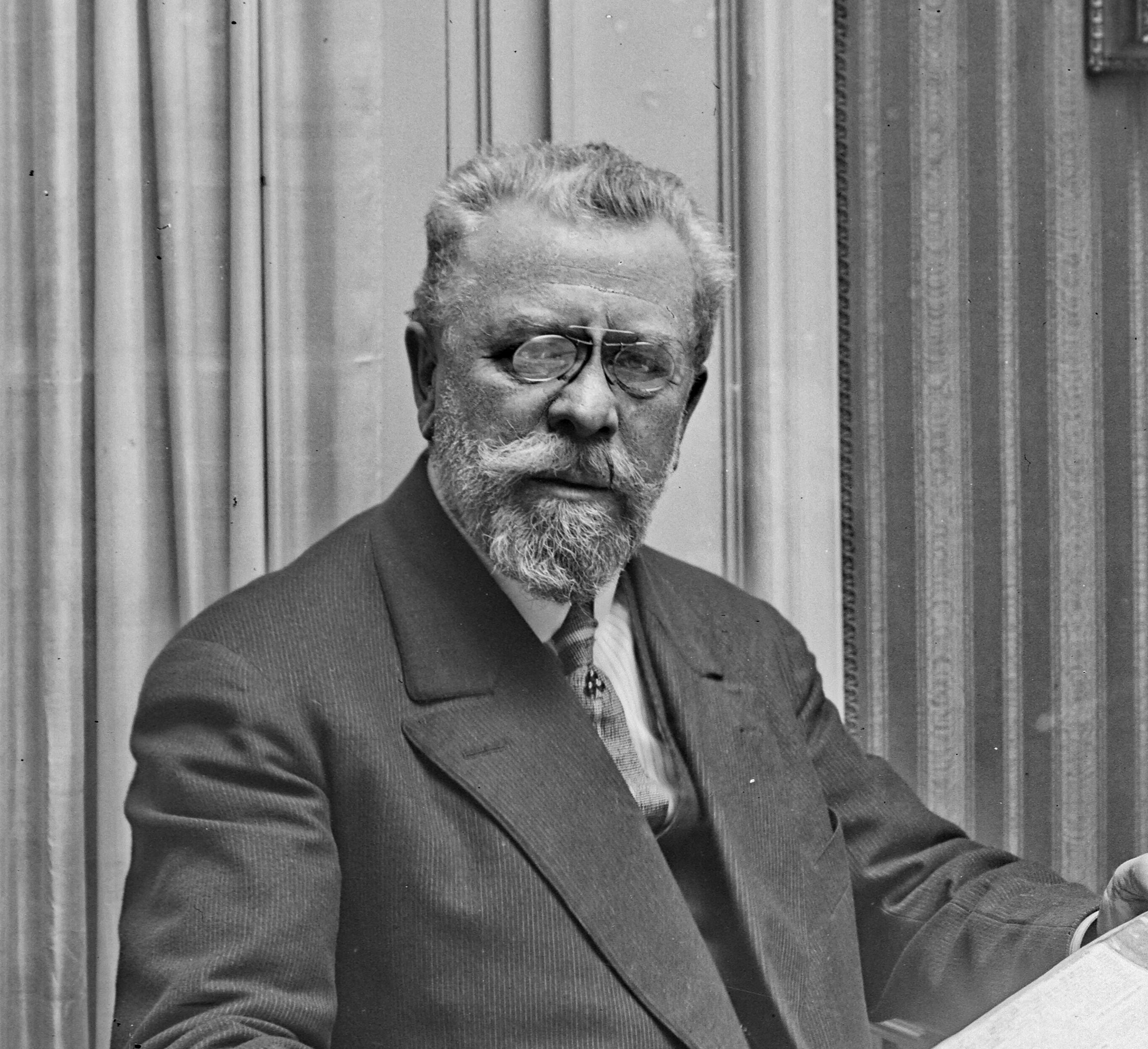
Alfred Riguelle
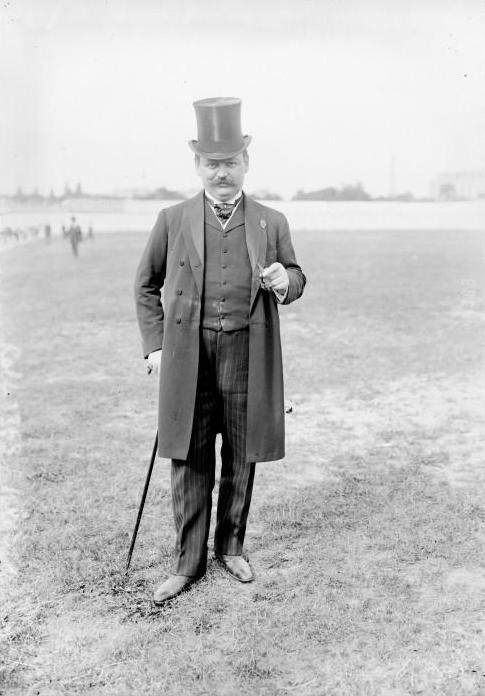
Charles Humbert
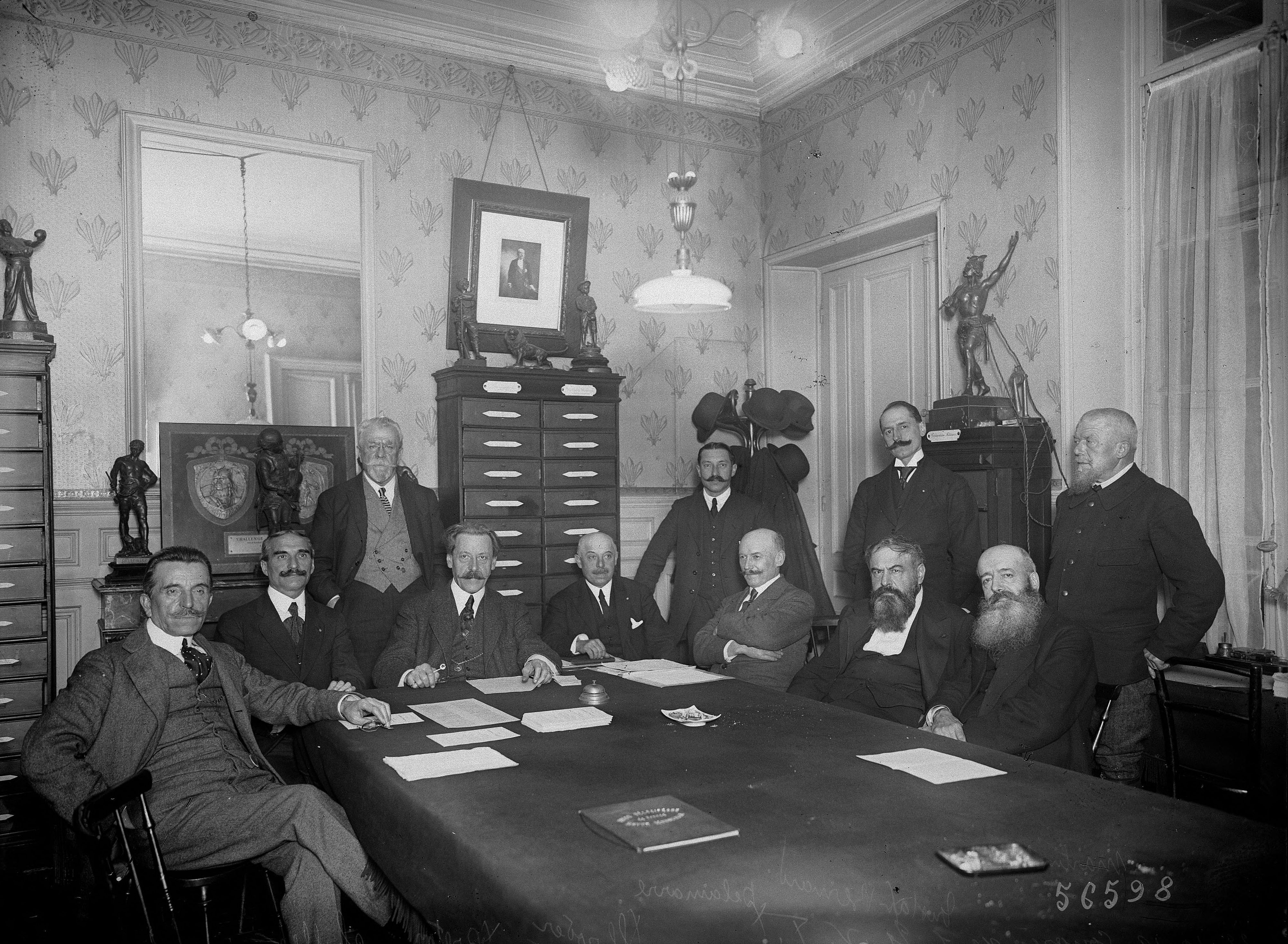
Congrès de l'U.V.F 1919
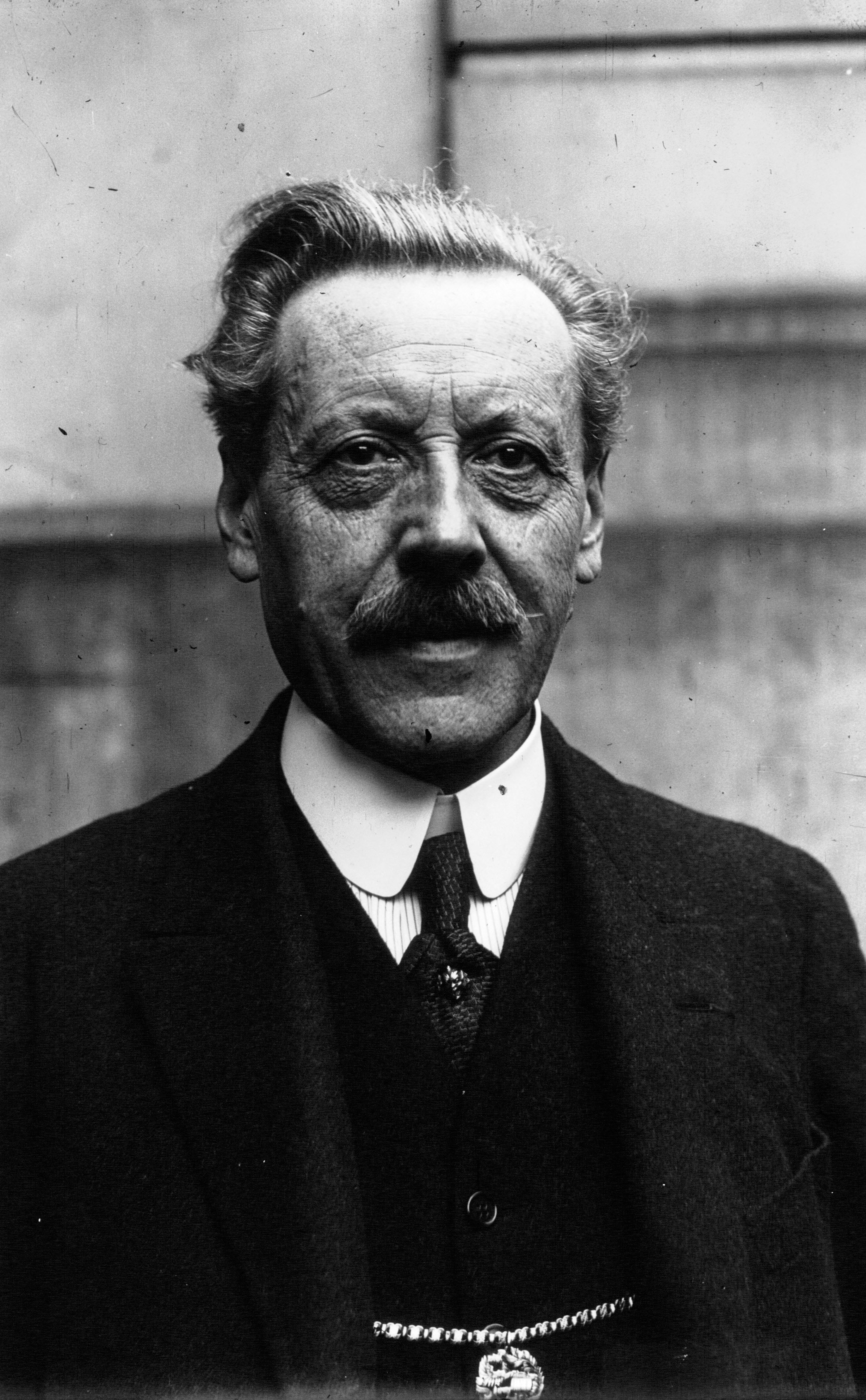
Léon Breton

## Fêtes fédérales

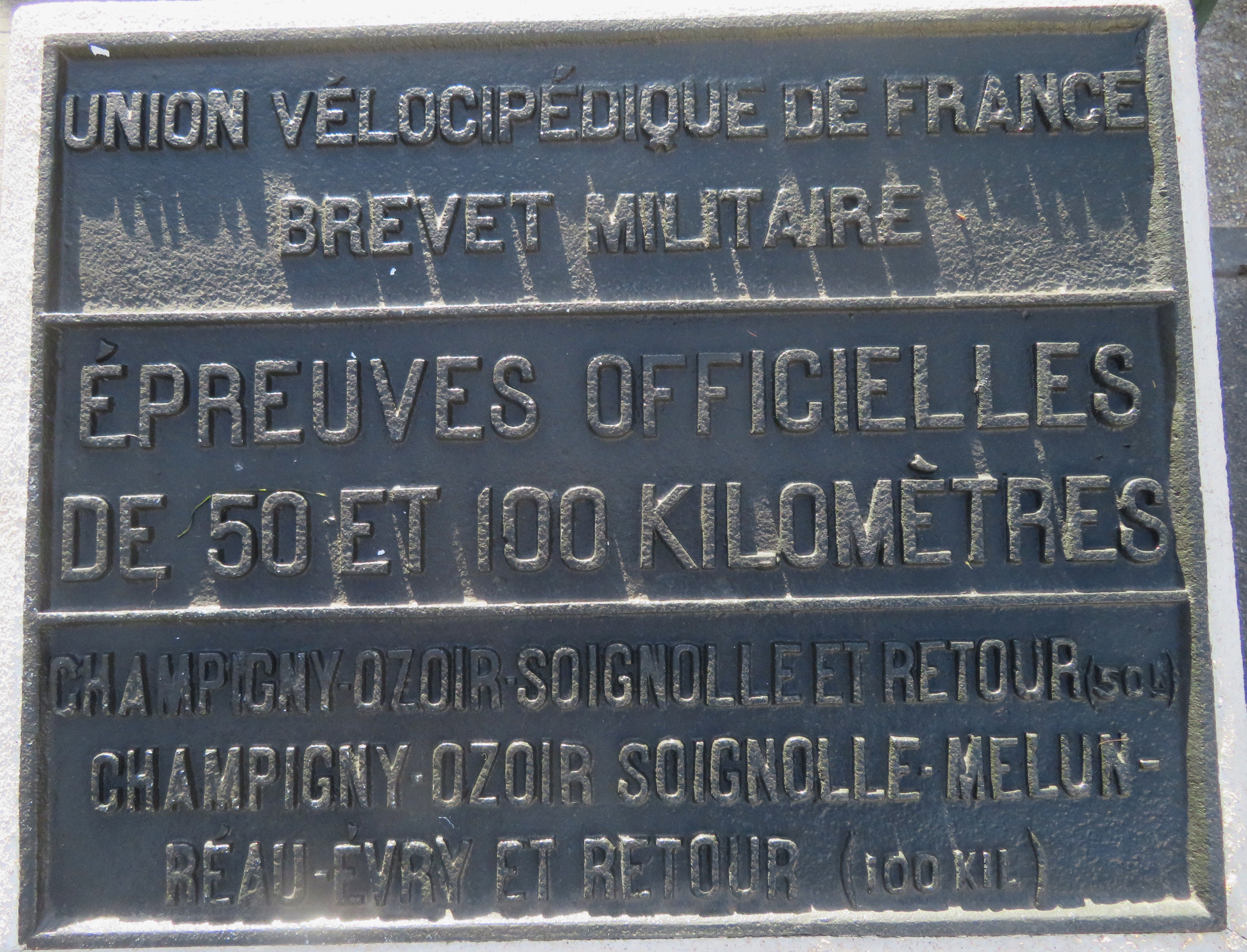
Plaque de brevet militaire de l'Union vélocipédique de France à Coubert

C'est au cours des Fêtes fédérales annuelles qu'est disputé le Championnat de France sur route amateurs et indépendant.
- 1927, 4 au 11 septembre, 3e fêtes fédérales à Reims
  - Grand Prix de Reims 120 km sur route : Marcel Duc[6],[7].
  - Championnat de France sur route amateurs et indépendant[8].
  - Challenge de vitesse: 1. Demanchin (Gros-Caillou Sportif), 2. Briot (Bicycle club rémois), 3. Deschamps(Gros-Caillou Sportif)[9]

- 1936 au Havre[10]